# Erysipel
Erysipel (latinsky erysipelas), lidově též růže, je akutní erytémové onemocnění kůže a vrchní vrstvy podkoží vyvolané většinou beta-hemolytickými streptokoky skupiny A. Onemocnění nezanechává imunitu.

## Etiologie
Méně často vyvolávají erysipel i beta-hemolytické streptokoky skupiny B, C a G, Haemophilus influenzae ev. Staphylococcus aureus. U nemocných s poruchou imunity mohou erysipel vyvolat i jiné baktérie.

## Výskyt
Vyskytuje se zhruba 200 případů na 100 000 obyvatel, postihuje převážně mladé nebo starší jedince. Erysipel vzniká zejména u lidí oslabených, po traumatu, podchlazení a s oslabenou imunitou (diabetici).
Vstupní branou infekce jsou čerstvá nebo stará poranění (po otevřených frakturách), vředy na dolních končetinách, ragády při dermatomykózách na končetinách, lymfostáza na končetinách (při městnání srdečním, po exenteraci axilárních uzlin), erose u vchodu nosního při rýmě. Kromě dolních a horních končetin postihuje obličej (víčka, uši) a může postihnout i vulvu nebo penis, kde je často komplikován nekrózou a gangrénou.

## Klinický obraz
Onemocnění začíná prudkým vzestupem teplot ke 40 °C spojeným s celkovou zchvácenností, zimnicí a třesavkou, bolestmi hlavy, nauzeou až zvracením. Teprve v průběhu následujících hodin až 1 dne, výjimečně 2 dnů, se objevují kožní projevy. Jde o zarudnutí, palpační citlivost a mírný edém v místě infekce. Ložisko je spíše růžové až světle červené barvy, přesně ohraničené a do okolí se šíří jazykovitými výběžky. Kůže v místě postižení je lesklá. Můžeme nalézt hmatné a bolestivé spádové uzliny. Nejčastěji se erysipel vyskytuje na dolních končetinách a na tvářích.
Kromě tohoto typického obrazu může mít erysipel charakter vesikulózní (e. vesicullosum) až bulózní (e. bullosum) s hemoragiemi do puchýřků a okolí. Někdy mohou ložiska přecházet v nekrózu (e. gangrenosum) nebo flegmónu. Tyto formy se vyskytují převážně na dolních končetinách.
Typickým jevem u erysipelu jsou recidivy onemocnění, předpokládá se, že po zhojení zůstává streptokok opouzdřen v tkáni a za vhodných podmínek (oslabení organismu) se opět aktivuje. V klinickém obrazu mohou v těchto případech chybět některé celkové příznaky jako horečka, zvracení – bývá jen nauzea nebo bolest hlavy. Erytém rovněž nemusí být tak výrazný a typický. Při recidivách erysipelu dochází ke sklerotizaci podkožních lymfatických cév, tím dochází k edému končetiny a následně vývoji elefantiázy.
V laboratorních vyšetřeních zjišťujeme zvýšení sedimentace erytrocytů, leukocytózu a vzestup ASLO. Výtěry provedené z míst bran vstupu nebývají příliš přínosná, protože pozitivita je kolem 25 %. Pokud brána vstupu není zřejmá, tak kožní stěry jsou negativní, proto na zahájení terapie tyto metody nemohou mít vliv.

## Diagnóza
Diagnóza je postavena na klinickém obrazu, tj. vysokých teplotách následovaných vznikem ostře ohraničeného erytému a někdy může pomoci i anamnéza (časté recidivy).
Diferenciální diagnóza: při diagnostice erysipelu musíme především vyloučit cellulitidu (dříve nazývanou flegmónou, dle MKN-10 dg.L03). postihuje hlubší vrstvy podkoží, není tak přesně ohraničená, šíří se i přes fascie a na svaly a způsobuje větší edém.
Průběh může být akutní (častěji), subakutní, nebo chronický. Odlišení těchto 2 onemocnění je však v některých případech poměrně obtížné, protože mají mnoho společného. Dále je nutné vyloučit tromboflebitidu, která přichází v úvahu jak při dif. dg., tak při komplikacích. Varikózní, hypostatický či kontaktní ekzém nemají celkové příznaky a šíří se pomalu.
Erytéma migrans (I. stadium lymské boréliózy) probíhá pomalu a bez celkových a lokálních subj. příznaků. Angioneurotický (Quinckeho) edém probíhá akutně, ale nemívá zarudnutí. Erysipeloid má charakteristickou lokalisaci na prstech rukou a bývá snadno prokazatelný kontakt postiženého se skotem nebo rybami. Incipientní stadium herpes simplex a herpes zoster nemívá celkové příznaky. Erytéma nodózum má tuhé a bolestivé podkožní infiltráty, nejčastěji na bércích. Průběh není akutní, většinou bez celkových projevů a jde o projev jiného závažného onemocnění.

## Terapie
V terénu je možné léčit pacienty s jasnou diagnózou, nekomplikované formy (ne erysipel vesikulózní, bulózní či gangrenózní), pacienty bez celkových poruch imunity, s výskytem erysipelu mimo obličej a dále pacienty s častýni recidivami dobře reagujícími na antibiotika.
Protože vyvolavatel erysipelu – beta-hemolytické streptokoky, jsou stále dobře citlivé na penicilin, je penicilin lékem první volby. Pokud klinický obraz umožňuje ponechat pacienta doma, volíme fenoxymethylpenicilin (V-Penicilin, Pencid a další) v dávce 0,5 g p.o. po 6 hodinách u dospělého. Minimální doba podávání antibiotika je 9 dní. Čím dříve od začátku příznaků je penicilin nasazen, tím má onemocnění kratší průběh.
Při alergii na penicilin je lékem druhé volby erythromycin (250 mg á 6 hod.) event. jiné makrolidové ATB. V terapii nesmíme opominout léčit možnou bránu vstupu – vředy, ragády a další.
Děti s erysipelem v obličeji, kde je pravděpodobnost etiol. agens Haemophilus influenzae, odesíláme ihned k hospitalisaci.

## Lokální léčba
Lokální léčba má podpůrný charakter, mírnící subjektivní obtíže pálení. Zde je vhodné aplikovat chladné obklady (chladná voda,lépe ledové obklady nebo moderní ochlazovací gely), nebo adstringentní octanové obklady = liq. aluminii aceticotartarici = sol. Burowi. Dále je vhodné použít protizánětlivé masti např. Ung. Ichtamoli nebo Ichtoxyl.

## Komplikace
Protože je erysipel vyvolaný beta-hemolytickým streptokokem, je nutno s odstupem 2-3 týdnů po onemocnění vyloučit revmatickou horečku nebo postreptokokovou glomerulonefritidu (vyšetřit moč a sedimentaci erytrocytů, poslech srdce). Pozor na případy, kdy se revmatická vada srdeční vyvine bez jakýchkoliv předchozích příznaků revmatické horečky! Pokud se objeví lymfangoitida a lymfadenopatie, je nutné kontrolovat uzliny v průběhu a po ukončení terapie abychom předešli komplikaci při event. kolikvaci. V některých případech může erysipel přejít v cellulitidu (flegmónu, viz dif.dg.), rozšířit se na fascie a svaly a způsobit fasciitidu, myositidu nebo subkutánní abscesy.
Při podezření na rozvíjející se hlubokou tromboflebitidu podáme antikoagulancia a odešleme pac. k hospitalisaci. Pokud se rozvíjí elefantiáza, je nutné terapii konzultovat s cévním a kožním lékařem.

## Profylaxe
Klasickou profylaxí je podávání benzathin-benzylpenicilinu (Pendepon, Retarpen) 1,2 mil.-2,4 mil. I.U. i.m. každé 3-4 týdny. V současné době vysodávkovaných tablet penicilinu je možné přechodně (v době dovolených), výjimečně trvale podávat fenoxymethylpenicilin (Pencid, Penbene) 1,5 mil.I.U. 2× denně.